# 经济与社会秩序年鉴
ORDO经济与社会秩序年鉴（德语：ORDO - Jahrbuch für die Ordnung von Wirtschaft und Gesellschaft），专业年刊，1948年由德国经济学家瓦尔特·奥伊肯和Franz Böhm首次发行，曾被弗赖堡学派用作其学术讨论中心。
“秩序自由主义”一词与刊物名称相互呼应。此外，社会市场经济 （西德在第二次世界大战之后建立的经济制度）也几乎全部由ORDO年刊发展而来。
ORDO杂志着眼于掌管现代社会的经济和政治机构，致力于为不同学科（比如经济、法律、政治科学、社会学和哲学）的学者提供一个交流与辩论的平台。
一份ORDO杂志的页数在400至500页之间。其中既有德文也有英文文章，平均长度为17页。交到杂志社的手稿都须通过客观的双盲审核才能得到发表（同行评审）。
斯图加特Lucius & Lucius出版社自1996年起负责ORDO杂志的发行。该杂志还设有电子版，读者可在网上进行有偿阅读，其中的文章小结与英语节选等内容是免费的。

## 撰稿人
在ORDO发表文章的有诺贝尔获奖者詹姆斯·M·布坎南、米尔顿·弗里德曼、弗里德里克·哈耶克和乔治·斯蒂格勒以及卡尔·波普尔和穆瑞·罗斯巴德。

## 网络链接
- 出版社相关网址 （页面存档备份，存于）